# 魏国楠
魏国楠（1964年7月—），男，汉族，陕西府谷人，中华人民共和国政治人物，曾任贵州省人民政府副省长、党组成员，现任内蒙古自治区政协副主席、党组成员。